# 台場一丁目商店街

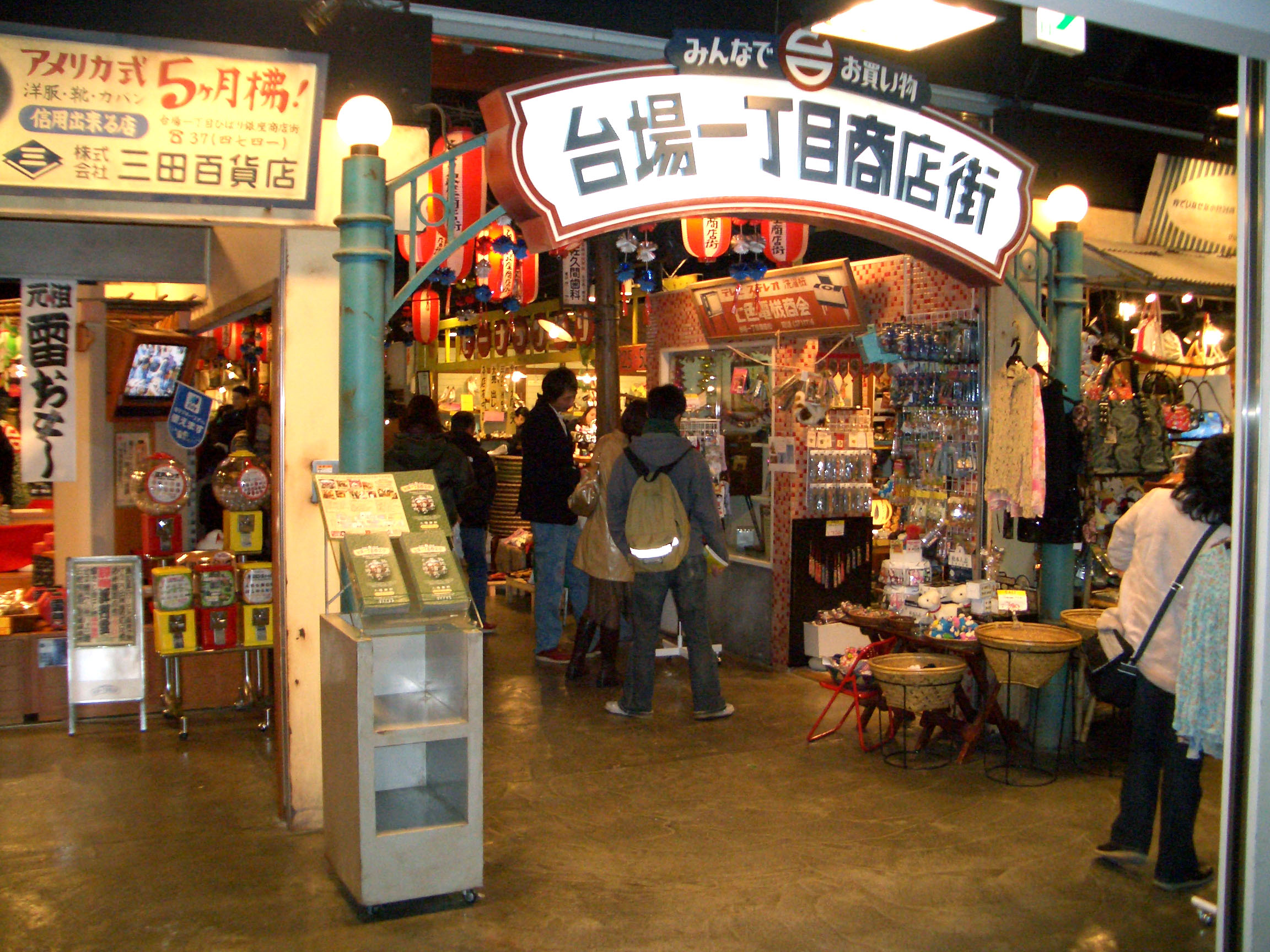
台場一丁目商店街

台場一丁目商店街（だいばいっちょうめしょうてんがい）は、東京都港区台場のデックス東京ビーチにあるテーマゾーン。昭和30年代をイメージしたレトロな町並みを再現した商店街で、いわゆるレトロテーマパークの一つである。
本項では類似店の「HATOBA横丁」・「ハイカラ横丁」についても述べる。

## 主な内容
- 飲食街
- 駄菓子屋
- 台場怪奇学校
- ゲームセンター「プレイランドアポロ」

フリッパーピンボール、エレメカ、スペースインベーダーなどのレトロゲームを設置。これらは運営会社が横浜ドリームランドを始めとする全国から集めてきたものであり、毎月小規模な入れ替えが行われている。
- 随所に透明なケースがあり、ここには毎月テーマを変えて（雑誌、1964年東京オリンピック、ソフビ人形、ゲーム機など）昭和レトロなグッズが展示されている。
- このほかにキャラクターグッズ店なども入っている。

## HATOBA横丁・ハイカラ横丁
本節では「HATOBA横丁」「ハイカラ横丁」などの類似店を紹介する。首都圏には台場一丁目商店街の他に類似店が複数存在する。基本的な展示内容は同じだが、お台場に比べその規模は小さく本店と支店のような関係にあり、前述した特定のキャラクターグッズ店は存在しない。経営は別々だが、協力関係にあるため、レトロゲームが店舗間で譲受されることがある。またゲームなどある店に揃っている要素が別の店にはない、または後に撤去されたケースも存在する。
営業中の店
- 柴又ハイカラ横丁（非テナント形式/公式サイト）
- 横浜ハイカラ横丁（横浜ワールドポーターズ内/公式サイト）

以前はHATOBA横丁の名称だった。
- 蘇我HATOBA横丁（フェスティバルウォーク蘇我内/公式サイト）

正式名称は上記の通りだが、一部の表示にはハイカラ横丁が使われている。
閉店した店
- 小田原ハイカラ横丁（小田原EPO内）
- 船橋ハイカラ横丁（ららぽーとTOKYO-BAY内）
- 沼津ハイカラ横丁（BiVi沼津内）
- 志木ハイカラ横丁DX（やなせ川ぺあもーる内）
- ふるさと屋台村 よろし市場（非テナント形式）

## その他
「台場一丁目商店街」「ハイカラ横丁」など、多くのレトロショップを手がけたのは「サンライズエンターテイメント」で、今度は“昭和レトロ”で寂れた団地の商店街の再生に乗り出している。